# León Herrera Esteban
León Herrera Esteban (Jaén, 4 de juliol de 1922 - Madrid, 24 de setembre de 2003) va ser un destacat jurista, militar i polític espanyol. En 1942 es va llicenciar en Dret per la Universitat de Granada, i un any després va ingressar en el Cos Jurídic de l'Aire, on va aconseguir la màxima categoria, General de Divisió Conseller Togat.

## Vida
Va pertànyer al Ministeri Fiscal per oposició en 1946. Va ser Director General d'empreses i Activitats Turístiques, així com de Correus i Telecomunicacions; Sotssecretari de Governació, Ministre d'Informació i Turisme, i Delegat del Govern en la Companyia Telefònica, en una etapa intensa de vida política des de 1962 fins a 1979. Igualment va ser procurador a Corts per la província de Jaén. En la Conferència de la Haia de 1972 va ser designat president de la Conferència Europea de Correus i Telecomunicació.
Va contreure matrimoni amb Teresa Santamaría, amb qui va tenir sis fills: Teresa, María, Carlos, León, Alicia i Fernando.

### Ministre i mort de Franco
Sent ministre d'Informació i Turisme, es va aprovar l'estatut de Professionals de Radi i Televisió, va ser creat l'ens públic RTVE, promulgada la Llei del Llibre i creat el Premi “Miguel Cervantes”. Va promoure la Primera Assemblea de l'Organització Mundial de Turisme que es va celebrar a Madrid, en 1975.
En la matinada del 20 de novembre de 1975, i a través de Ràdio Nacional d'Espanya, va emetre la coneguda primera notícia sobre la mort de Francisco Franco. Ja en l'inici del Regnat de Joan Carles I, va mantenir encara el seu càrrec de Ministre d'Informació i Turisme fins al 12 de desembre de 1975.

### Transició
En 1976 va ser un dels membres fundadors d'Aliança Popular (avui Partit Popular). En 1983 va ser Assessor Jurídic general del Ministeri de Defensa, i Togat del Consell Suprem de Justícia Militar. Va pertànyer al Col·legi d'Advocats de Madrid, a l'Instituto de Cultura Hispánica i a altres institucions, entre elles l'Institut d'Estudis De Jaén.

## Condecoracions
Té nombroses condecoracions; entre elles, concedida pel Rei en 1987, la Gran Creu del Mèrit Naval, a més estava condecorat amb la Gran Creu de l'Ordre de Carles III. Va afavorir el turisme a la província de Jaén, de la qual va ser un difusor permanent. Va ser distingit amb la Medalla d'Or de la Ciutat de Jaén, i de la província de Jaén i de Ciudad Real.